# Kultura brązu walencjańskiego
Kultura brązu walencjańskiego – kultura archeologiczna epoki brązu. Bierze swoją nazwę od miasta i prowincji Walencja.

## Geneza
Kultura ta uformowała się pod wpływem oddziaływań ze strony mieszkańców wschodnich wybrzeży Morza Śródziemnego, o czym świadczą różne nawiązania w inwentarzu do kultur anatolijsko-bałkańskich oraz różnice względem wcześniejszych eneolitycznych kultur Półwyspu Iberyjskiego.

## Chronologia i obszar występowania
Okres funkcjonowania tej kultury to około 2200 - 1200 lat p.n.e. Jej stanowiska znane są głównie z prowincji Walencja i prowincji Alicante we wschodniej Hiszpanii.

## Gospodarka
Gospodarka kultury brązu walencjańskiego podobnie jak gospodarka zbliżonej do niej kultury El Argar bazowała na eksploatacji złóż rud miedzi i handlu wydobytym surowcem. Tłumaczy to fakt, że wiele osiedli omawianej kultury znajduje się w rejonach niedogodnych dla osadnictwa, pustynnych, znajdujących się jednak w pobliżu złóż rud miedzi.

## Osadnictwo i budownictwo
Zamieszkiwano zarówno osady otwarte, jak i osady obronne sytuowane na szczytach gór i wzniesień oraz na cyplach, czyli miejscach z natury obronnych. Osady te były ufortyfikowane murami wznoszonymi z bloków kamiennych. Domostwa były budowane z suszonej cegły oraz z kamienia, a ich podłogi tworzyła ubita glina lub układano je również z kamienia. W obrębie domostw znajdowały się paleniska.

## Obrządek pogrzebowy
Zmarłych chowano w obrządku szkieletowym, w jaskiniach i szczelinach skalnych, wyposażając ich w wyroby ceramiczne i kamienne.

## Inwentarz
Charakterystyczne dla inwentarzu ceramicznego kultury brązu walencjańskiego są naczynia o zaokrąglonych dnach. Występują tu zarówno naczynia niezdobione (zwłaszcza kubki i misy), jak i zdobione ornamentem guzowym, listwami i dołkami palcowymi u nasady szyi lub dołkami na krawędzi.
W inwentarzu metalowym dominują siekierki, głównie sztyletów z otworkami na nity, służącymi do umocowania rękojeści, groty strzał z kolcem do osadzenia na drzewcu, szydła i nieliczne ozdoby, często miedziane.
Często spotyka się wyroby krzemienne takie jak groty oszczepów, grociki strzał i różne narzędzia, siekierki kamienne i wyroby kościane. Znane są pochodzące jeszcze z kultury pucharów dzwonowatych prostokątne kamienne płytki łucznicze, służące do ochrony przedramienia przed puszczoną cięciwą łuku. Występują również formy odlewnicze świadczące o rozwoju metalurgii.